# Bidnija
Bidnija ist eine Kleinstadt im Norden der Insel Malta. Sie liegt auf dem Gemeindegebiet von Mosta und grenzt an San Pawl il-Baħar sowie an Mġarr. Mit ungefähr 300 Einwohnern ist Bidnija die zweitkleinste Ansiedlung in Malta vor Mdina. Sie erstreckt sich über 6,4 km².

## Geschichte
Die maltesisch Bidni genannten Olivenbäume, auf die der Ortsname zurückgeht, sollen seit mehr als 2000 Jahren dort wachsen. Sie stehen unter besonderem Schutz. In der Nähe finden sich vorzeitliche Karrenspuren, die ebenfalls darauf hindeuten, dass dieses Gebiet seit mehreren tausend Jahren besiedelt ist.

## Kirche

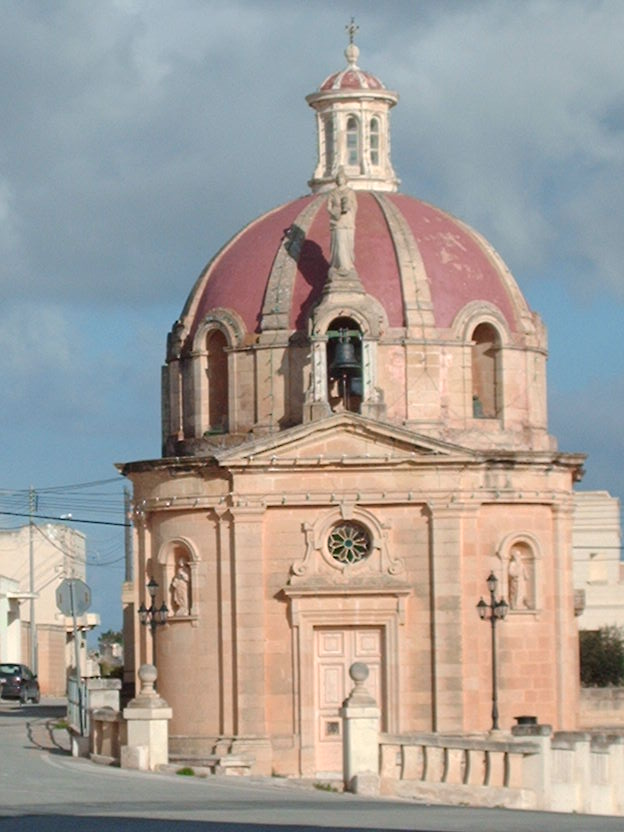
Die Kirche von Bidnija

Die Kirche des Ortes wurde von den Einwohnern selbst unter Leitung des Steinmetzen Salvu Zahra errichtet. Ihr Grundstein wurde 1920 gelegt, der Bau war zwei Jahre später fertiggestellt. Die kleine Kirche steht unter dem Patrozinium der Heiligen Familie von Nazaret. Das Altargemälde stammt von Ġanni Vella (1885–1977), eine Skulptur der Heiligen Familie wurde von Wistin Camilleri (1885–1979) geschaffen.
Das Patronatsfest findet am 3. Sonntag im Juli statt.

## Wirtschaft
Die Mehrzahl der Einwohner lebt von der Landwirtschaft auf den Feldern rings um die Ortschaft. Die kleinen Bauernhöfe werden für gewöhnlich an die Enkelkinder vererbt.

## Persönlichkeiten des Ortes
In Bidnija lebte die investigative Journalistin Daphne Caruana Galizia (1964–2017), die dort durch ein Attentat mit einer Autobombe ermordet wurde.